# Daniel Coleman DeJarnette Sr.
Daniel Coleman DeJarnette Sr. est un homme politique américain, né le 18 octobre 1822 dans le comté de Caroline (Virginie) et mort le 20 août 1881 à White Sulphur Springs (Virginie-Occidentale). Il représente la Virginie au Congrès des États-Unis de 1859 à 1861, puis au Congrès des États confédérés de 1862 à 1865 durant la guerre de Sécession.

## Biographie
DeJarnette naît en 1822 dans le manoir de Spring Grove dans le comté de Caroline, en Virginie. Il étudie à Bethany College (en) en Virginie-Occidentale.
DeJarnette est membre de la Chambre des représentants de Virginie de 1853 à 1858, date à laquelle il est élu comme Démocrate indépendant (en) à la Chambre des représentants des États-Unis avec 50,45 % des voix face au candidat sortant John Caskie (en). Il siège au Congrès de 1859 à 1861.
Durant la guerre de Sécession, DeJarnette représente la Virginie aux 1er (en) et 2e (en) Congrès des États confédérés.
Spring Grove (en), la résidence de DeJarnette, est inscrite au Registre national des lieux historiques en 1976.

## Sources
- (en) Cet article est partiellement ou en totalité issu de l’article de Wikipédia en anglais intitulé « Daniel Coleman DeJarnette Sr. » (voir la liste des auteurs).

(en) « Daniel Coleman DeJarnette Sr. », sur Biographical Directory of the United States Congress
- (en) « De Jarnette, Daniel Coleman (1822-1881) », sur politicalgraveyard.com (consulté le 23 janvier 2018)